# Jacques von Bedriaga
Jacques Vladimir von Bedriaga (ou Jacob Vladimirovitch Bedriaga ou Bedryagha) est un zoologiste russe, né en 1854 dans le village de Kriniz près de Voronej à 200 km au sud de Moscou et mort en 1906.
Il fait ses études à l’université de Moscou sous la direction d'Anatoli Petrovitch Bogdanov (1834-1896) mais doit quitter la ville à cause de problèmes de santé. Il se rend alors en Allemagne où il travaille avec deux grands spécialistes de l’anatomie comparée de l’université de Iéna : Ernst Haeckel (1834-1919), un élève de Johannes Peter Müller (1801-1858), et Carl Gegenbaur (1826-1903).
Il reçoit son doctorat en 1875 avec une thèse portant sur les organes urogénitaux des reptiles. Cette thèse n’a jamais été publiée et la seule copie existante, déposée à l’université de Iéna, a été probablement perdue.
Il poursuit ses recherches postdoctorales avec Gegenbaur sur l’anatomie des reptiles. Pour disposer de spécimens, notamment de lézards, il fait de fréquents voyages en Italie, en Grèce et dans d’autres pays méditerranéens.
Il publie en 1880 sa principale œuvre, Die Amphibien und Reptilien Griechenlands, la première monographie herpétologique sur la Grèce.
Bedriaga se rend de temps en temps en Russie où il peut étudier les collections rapportées dans les différentes missions d’exploration russes (expéditions Przewalski). Il en fera une monographie de 800 pages en allemand et en russe (cette dernière traduite par Alexandre Nikolski (1858-1942)), publiée à partir de 1898.
En 1881, à nouveau pour des raisons de santé, il emménage à Nice avant de s'installer à Florence quelques années plus tard, où il meurt en 1906.

## Œuvre
(Liste partielle)
- 1886 : Beiträge zur Kenntnis der Lacertiden-Familie (Lacerta, Algiroides, Tropidosaura, Zerzumia, Bettaia). Abh. Senck. Ges., 14 : 17-444.